# Chermisey
Chermisey ist eine französische Gemeinde im Département Vosges in der Region Grand Est (bis 2015 Lothringen). Sie gehört zum Arrondissement Neufchâteau und zum Gemeindeverband Ouest Vosgien.

## Geografie
Die Gemeinde Chermisey liegt an der Grenze zum Département Meuse, 13 Kilometer nordwestlich von Neufchâteau. Der Waldanteil am 10,75 km² großen Gemeindegebiet beträgt ca. 20 %. Im Norden der Gemeinde sind drei Windkraftanlagen installiert. Chermosey grenzt im Norden an Vaudeville-le-Haut, im Nordosten an Seraumont, im Osten an Sionne, im Süden an Midrevaux und im Westen an Avranville.

## Bevölkerungsentwicklung
| Jahr                       | 1962 | 1968 | 1975 | 1982 | 1990 | 1999 | 2008 | 2021 |
| Einwohner                  | 132  | 127  | 103  | 109  | 101  | 93   | 96   | 90   |
| Quellen: Cassini und INSEE |      |      |      |      |      |      |      |      |

## Sehenswürdigkeiten
- Kirche Saint-Barthélemy aus dem Jahr 1861
- Wasserturm

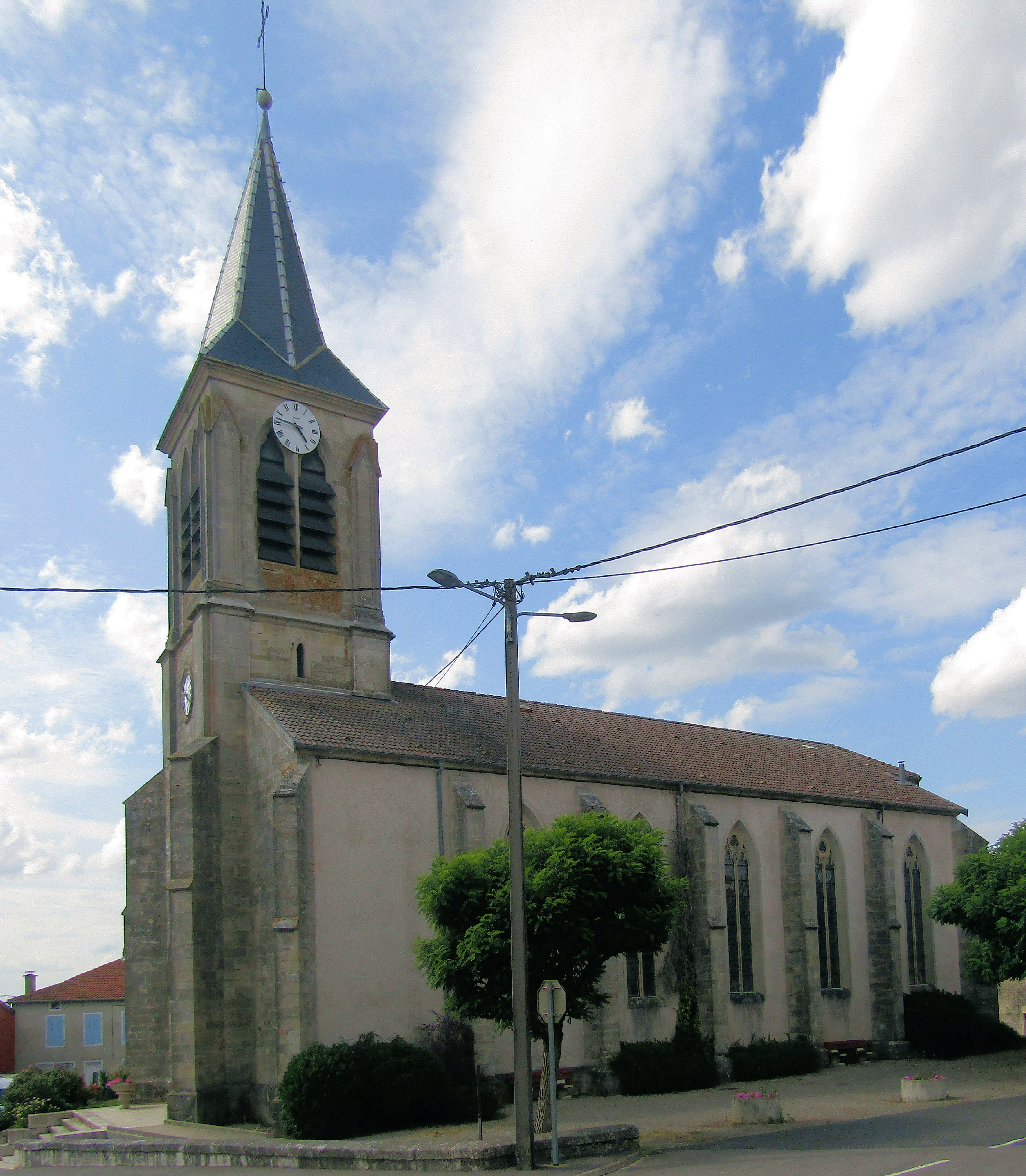
Kirche Saint-Barthélemy
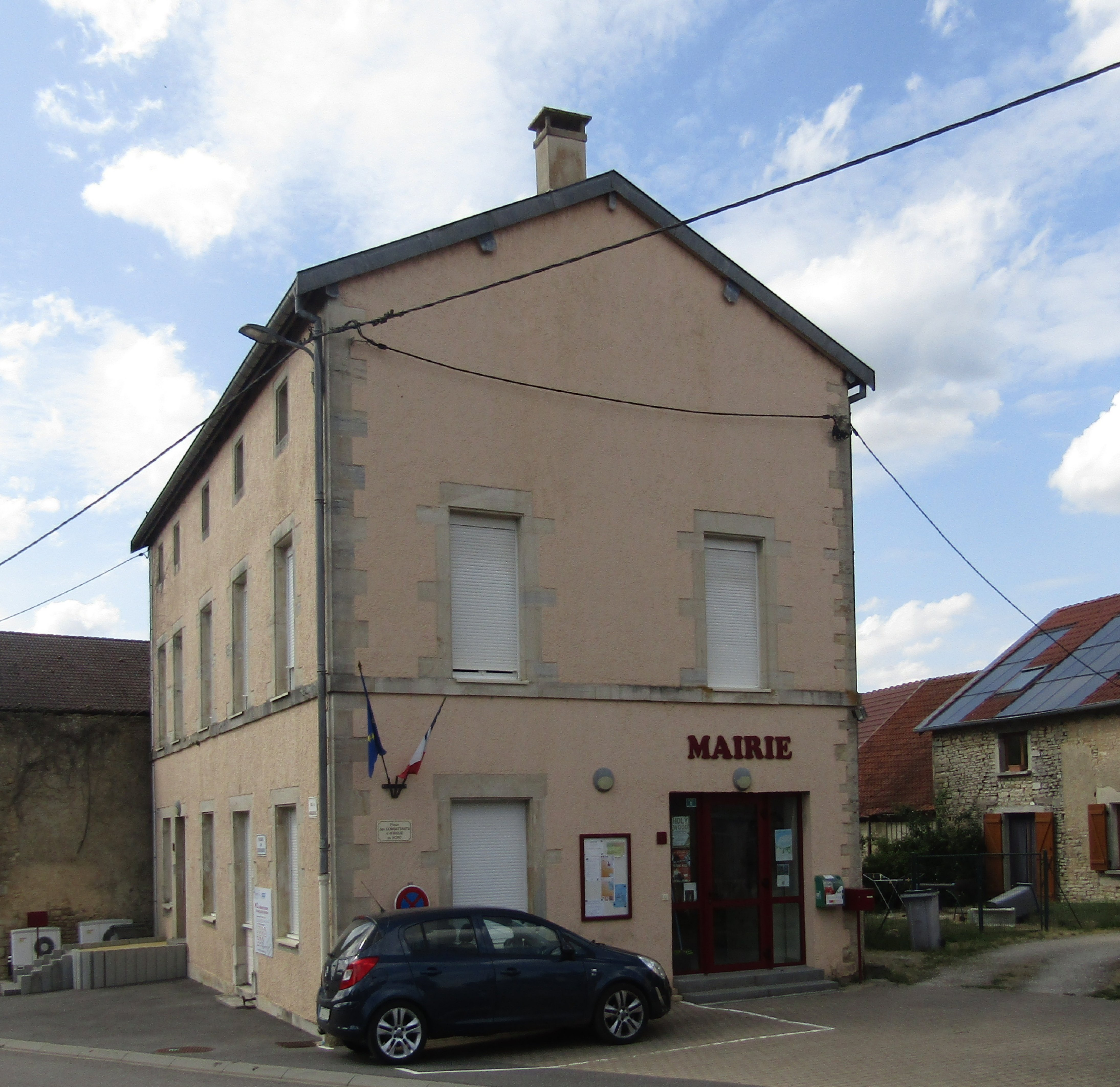
Rathaus (mairie)
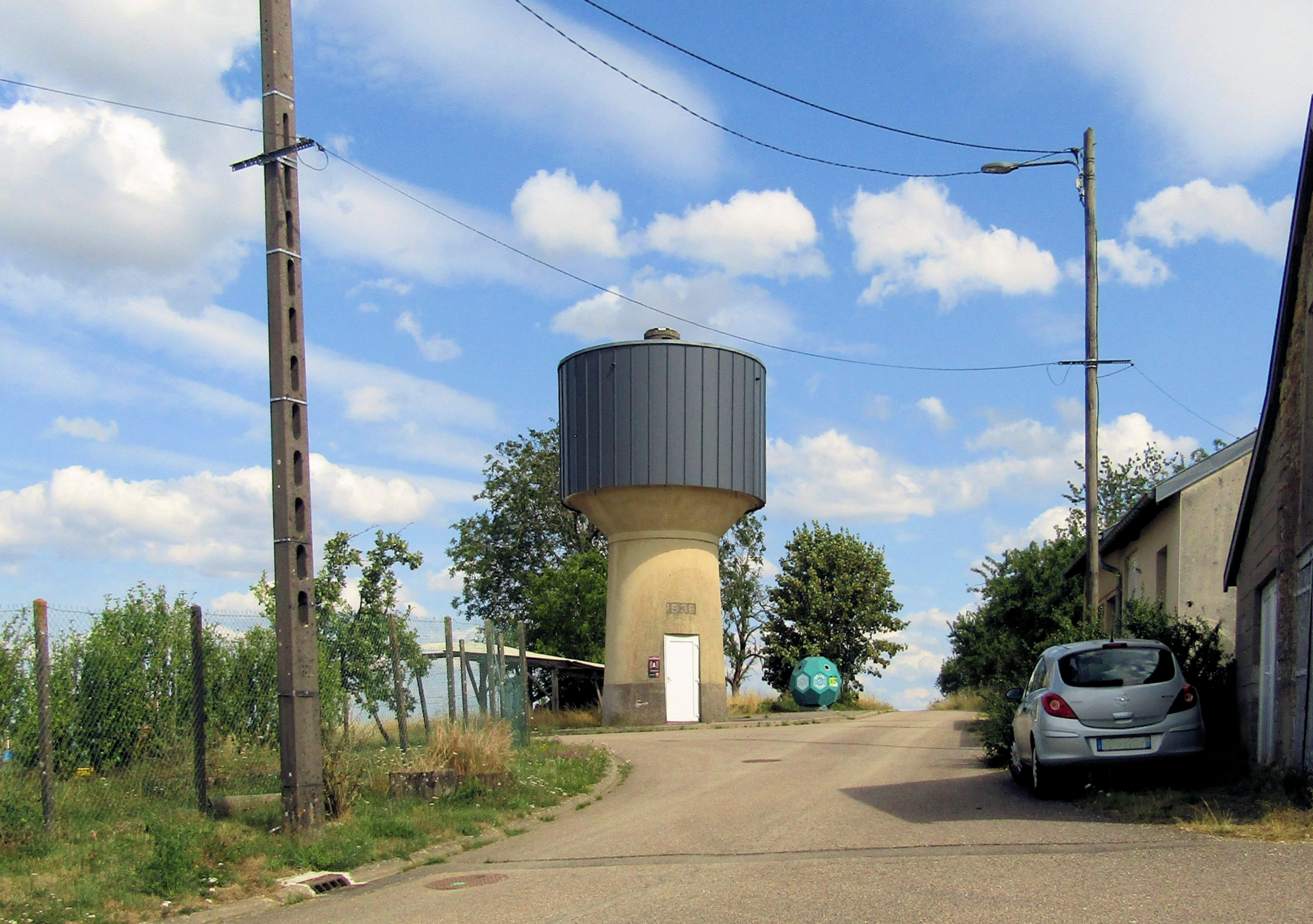
Wasserturm